# 静岡県道255号中野諸井線
静岡県道255号中野諸井線（しずおかけんどう255ごう なかのもろいせん）は、静岡県磐田市、袋井市を通る道路（県道）である。

## 概要

### 路線データ
- 陸上距離：5.006km
- 起点：磐田市豊浜中野（実際の起点は磐田市豊浜）（静岡県道258号豊浜磐田線交点）
- 終点：袋井市諸井（静岡県道41号袋井大須賀線交点）

## 特徴
- 袋井市富里へ行くと道が狭いため待避所が多かったが、拡幅工事により道が広くなったため、現在は待避所が一つもない。
- 富里地内では300m程狭い区間がある。（道路自体狭いが水路に蓋がされた部分は、歩道と車道を区切る縁石のない路側帯である。）
- 2022年12月に一本松交差点以東から静岡県道41号袋井大須賀線に繋がる道路が開通した。

## 通過する自治体
- 静岡県
  - 磐田市 - 袋井市

## 接続路線
- 静岡県道258号豊浜磐田線（磐田市豊浜）
- 静岡県道403号磐田掛川線（袋井市中・中村交差点）
- 中遠広域農道（袋井市諸井・一本松交差点）
- 静岡県道41号袋井大須賀線（袋井市諸井・諸井交差点、終点）